# Isabel Mundry
Isabel Mundry (Schlüchtern, Hessen; 20 april 1963) is een Duitse componiste. Zij groeide op in Berlijn. Van 1983 tot 1991 studeerde zij achtereenvolgens compositie aan de Hogeschool voor de Kunst in Berlijn (bij Frank-Michael Beyer en Gösta Neuwirth) en elektronische muziek aan de Technische Universiteit aldaar. Tegelijkertijd, en dat deden leerlingen van Neuwirth vaker, studeerde ze ook kunst en filosofie, aan de laatstgenoemde instelling. Al tijdens haar studie begon ze ook colleges te geven aan de Hogeschool en aan de Berlijnse School voor Kerkmuziek.
In 1991 zet ze haar studies voort bij Hans Zender, maar ook aan het IRCAM in Parijs. Vanaf 1996 is ze hoogleraar compositie aan de Muziekhogeschool in Frankfurt am Main en geeft ze aanvullende cursussen bij festivals voor moderne muziek. Inmiddels geeft ze ook colleges in Zürich. Een van haar bekendste werken zijn de Dufay-bewerkingen.

## Werken
Onder meer:
- 11 Linien (strijkkwartet) (1992)
- Compositie voor fluit en piano (1994)
- No-one (strijkkwartet)  (1994)
- Words  (orkest) (1996)
- 'Spiegel Bilder  (klarinet en accordeon) (1996)
- Penelopes Atem (sopraan en orkest) (1996)
- Traces des moments (kamerorkest) (2000)
- Panorama ciego (piano en orkest) (2001)
- Ferne Naehe (zangers en orkest) (2001)
- Eure Augen (koor a capella) (2002)
- Gefaltete Zeit (orkest) (2003)
- Ein Atemzug — die Odyssee, opera (2005)
- Sandschleifen (trio, percussie en piano) (2003—2006)

## Prijzen
- Boris-Blacher-Kompositionspreis van de Universität der Künste Berlin en de Musikhochschule Hanns Eisler
- Busoni-Kompositionspreis van de Berliner Akademie der Künste
- Kranichsteiner Musikpreis van de Darmstädter Ferienkurse